# District de Charbakty
Le district de Charbakty  (en kazakh : Шарбақты ауданы est un district de l'oblys de Pavlodar, situé au nord du Kazakhstan.

## Géographie
Le centre administratif du district est la ville de Charbakty.

## Démographie
En 2013, le district a une population de 20 975 habitants.